# 迈那得斯
酒神的狂女迈那得斯（古希腊语：Μαινάδες）希臘神話中酒神狄俄倪索斯的女追随者。在羅馬神話中，她被稱为巴克坎忒斯或梯伊阿得斯。
在荷马的史诗《伊利亚特》中已经有这个词出现，但其性质是否与后来的传统一致还不清楚。欧里庇得斯的悲剧《酒神的狂女》则提供了关于迈那得斯的性质的一些详细资料。